# 탄산 구리(II)
탄산 구리(II)(Copper(II) carbonate) 또는 탄산 구리는 화학식 {\displaystyle {\ce {CuCO3}}}의 화합물이다. 주변 온도에서는 구리(II) 양이온인 {\displaystyle {\ce {Cu^{2+}}}}와 탄산염 음이온인 {\displaystyle {\ce {CO3^{2-}}}}으로 구성된 이온성 고체(염)이다.
이 화합물은 제조가 어렵고 공기 중 수분과 쉽게 반응하기 때문에 거의 발생하지 않는다.